# Architetture religiose di Rimini
Le architetture religiose di Rimini comprendono numerose chiese di interesse storico e artistico, conventi e santuari, che testimoniano l'evoluzione dell'architettura e dell'arte attraverso i secoli.

## Architetture religiose

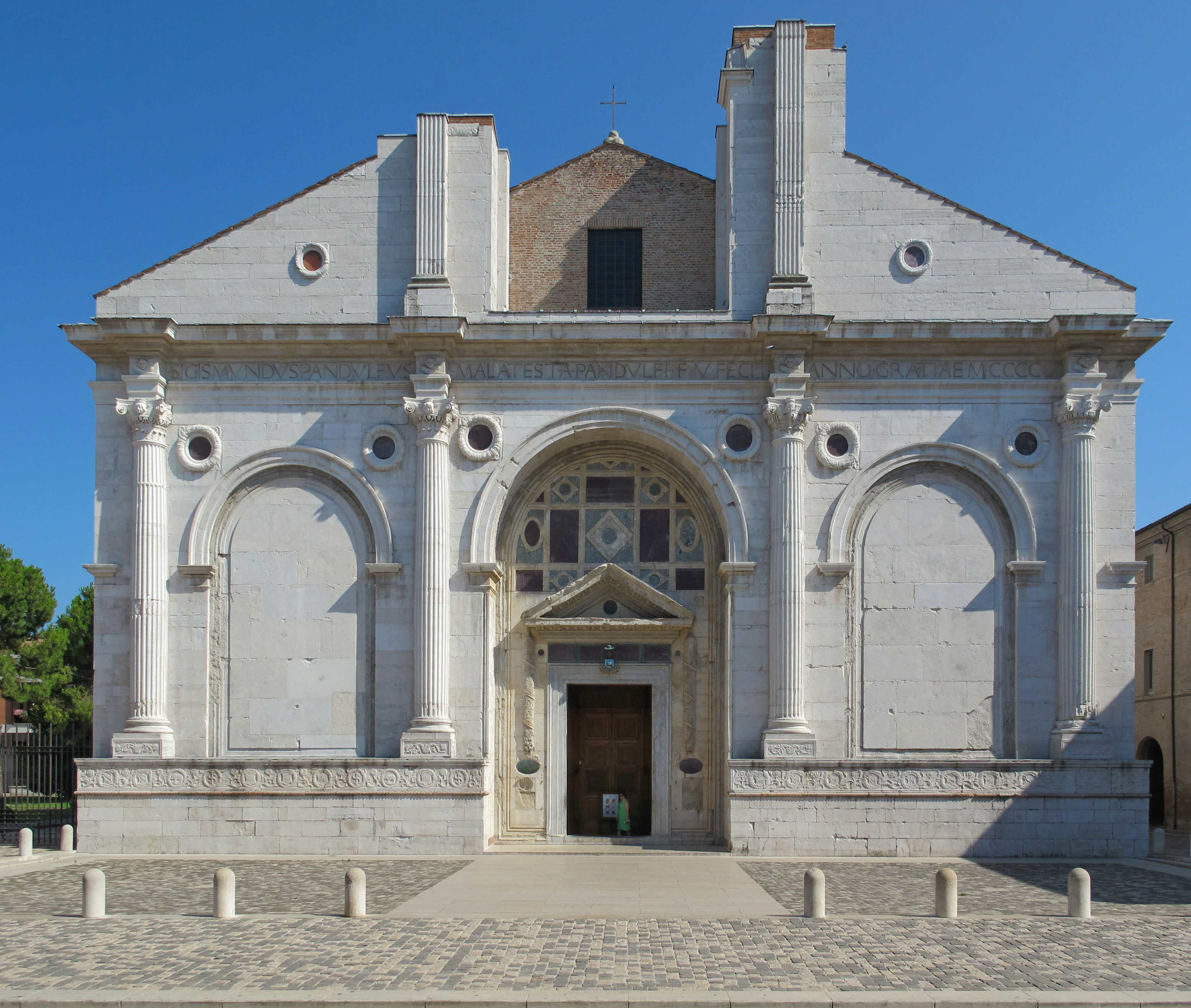
Il Tempio Malatestiano

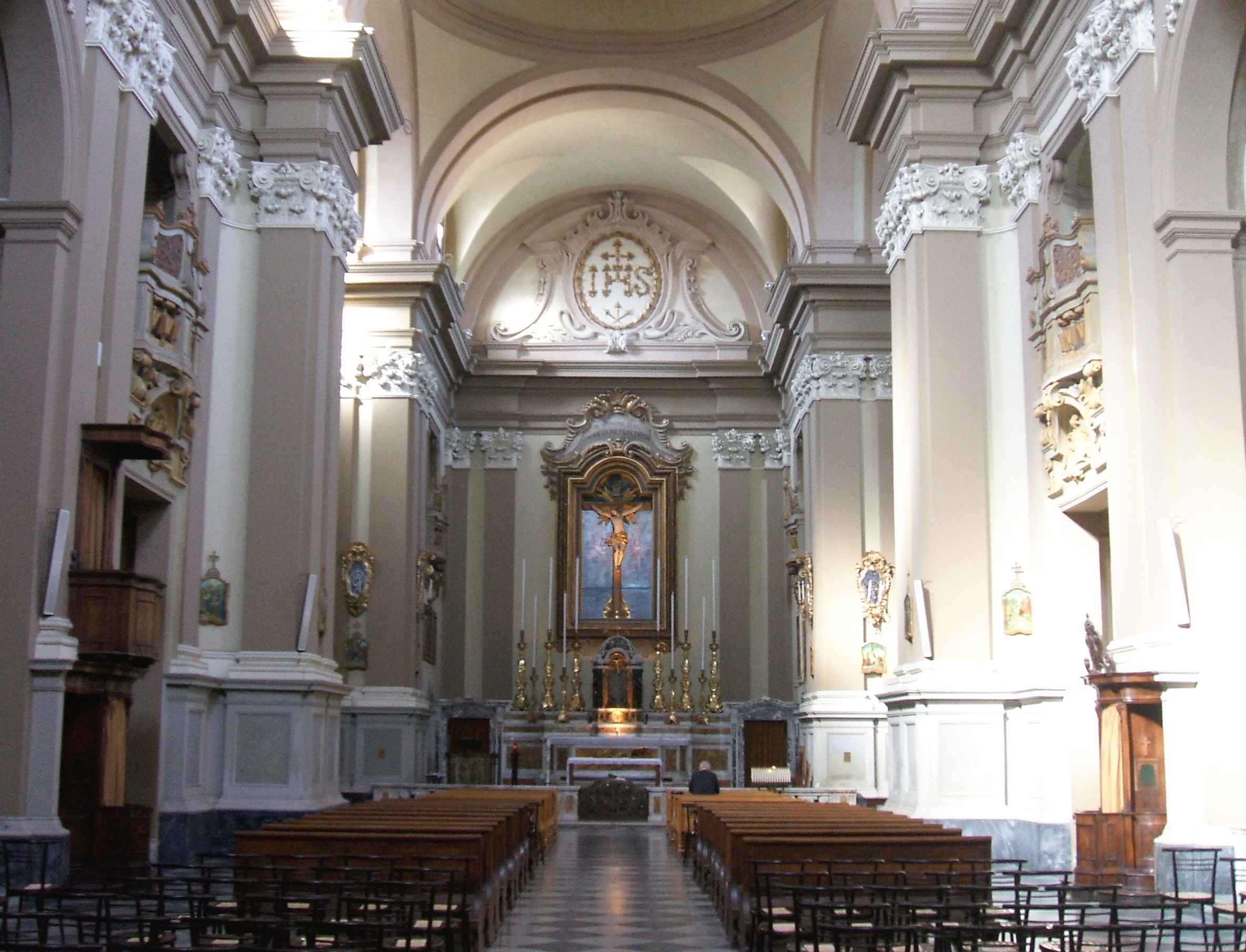
L'interno della chiesa del Suffragio.

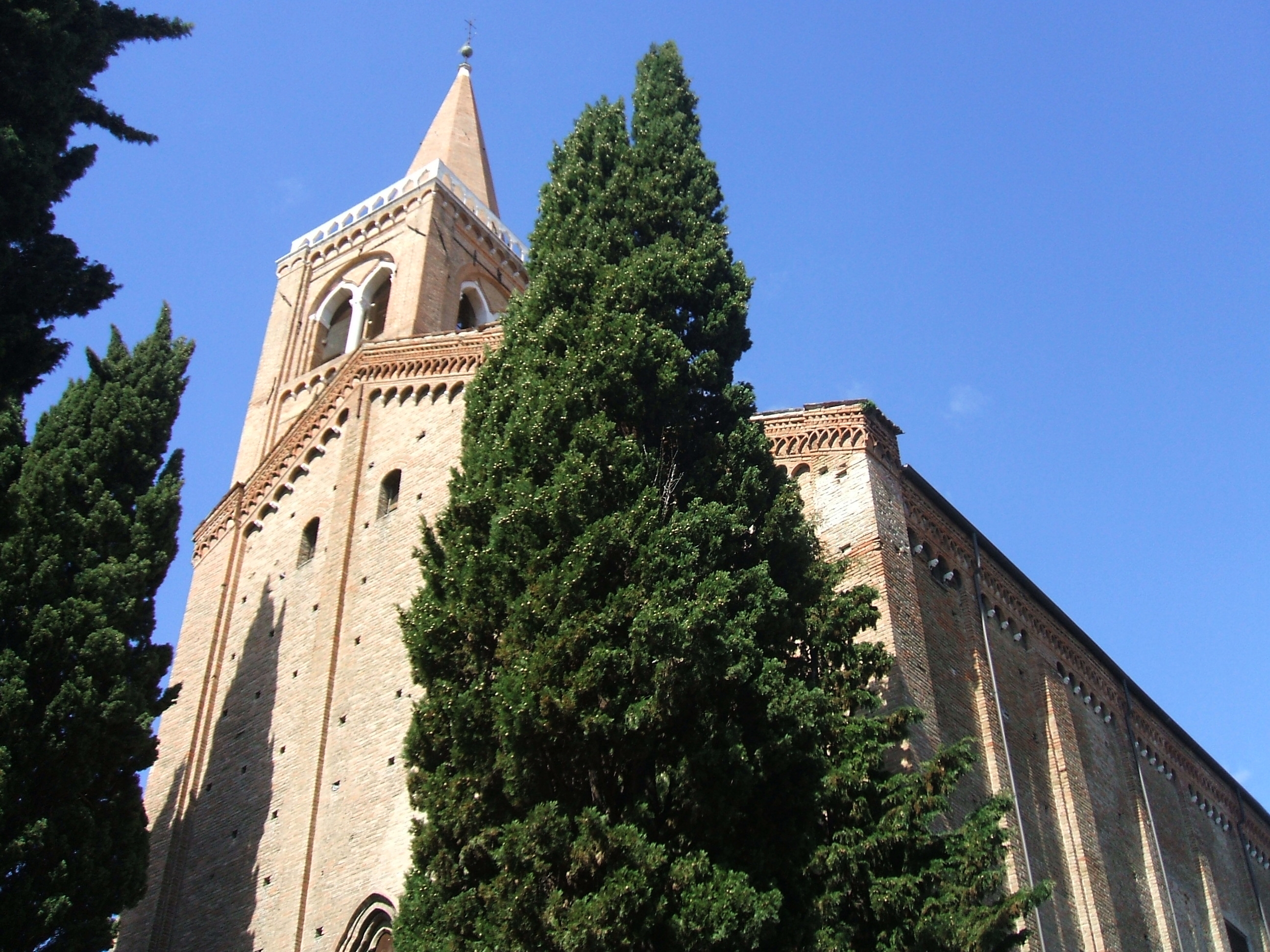
La chiesa di Sant'Agostino.

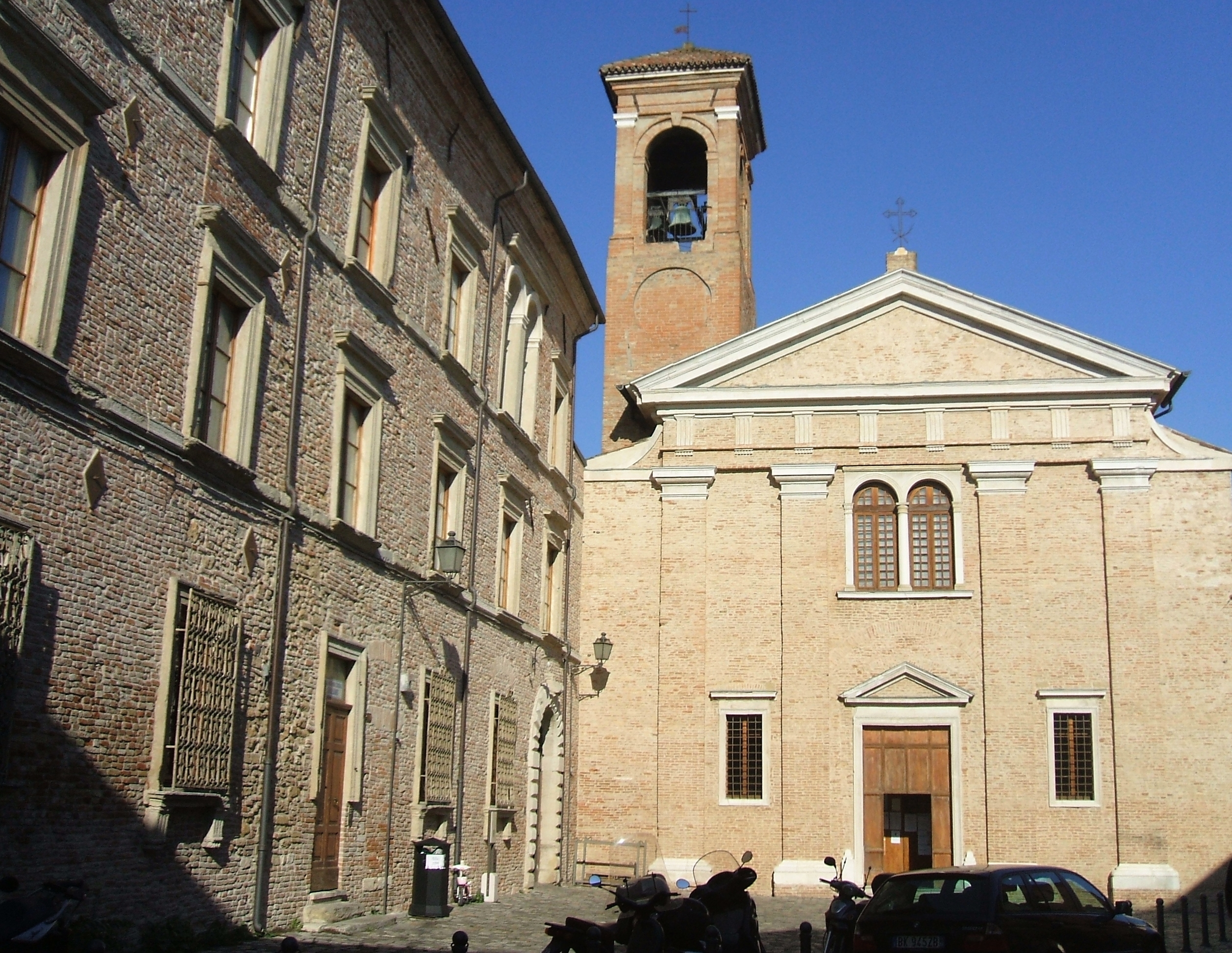
La chiesa di San Giuliano.

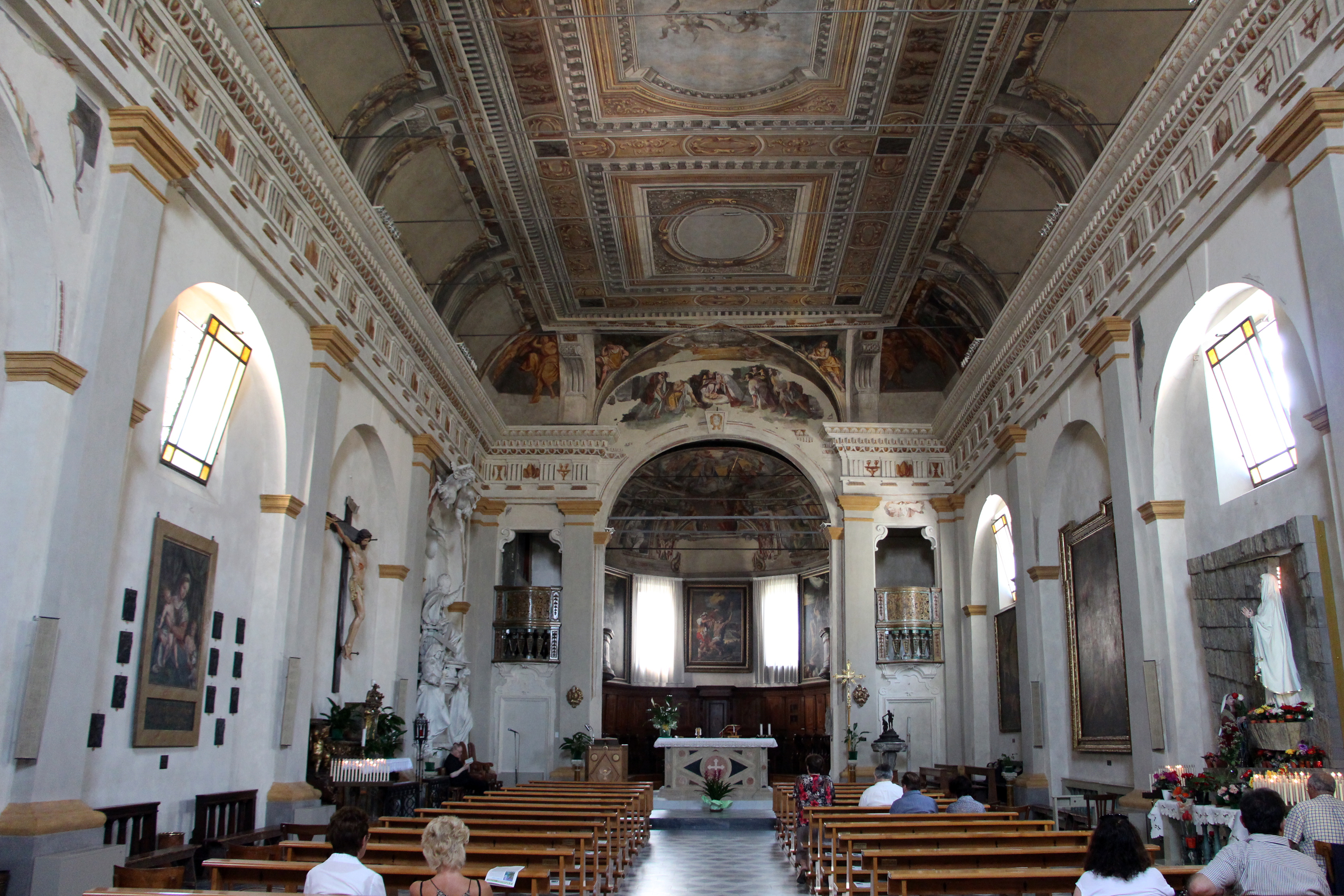
L'interno della chiesa di Santa Rita.

### Tempio Malatestiano
È il duomo di Rimini e una delle più alte espressioni dell'architettura italiana del Rinascimento. Fu costruita nella seconda metà del XIII secolo dall'ordine dei Francescani e divenne il luogo di sepoltura dei signori di Rimini. Nel 1450, per volere di Sigismondo Pandolfo Malatesta, l'antica chiesa fu trasformata in un monumento celebrativo che avrebbe reso immortale la grandezza del signore. L'incompiuta facciata in pietra d'Istria, capolavoro dell'architettura di Leon Battista Alberti, suggerisce l'idea prospettica di un arco trionfo romano, sull'esempio dell'Arco d'Augusto e di quello di Costantino a Roma. Lungo i fianchi si allineano sette arcate a tutto sesto sostenute da pilastri, che accolgono le arche di poeti e intellettuali della corte malatestiana. L'interno, a un'unica grande navata affiancata da cappelle, è arricchito da opere d'arte di Agostino di Duccio, Giotto e Piero della Francesca e custodisce le tombe monumentali di Sigismondo e Isotta degli Atti.

### Chiesa dei Servi
Fu edificata nel 1317 dall'ordine dei Servi di Maria e trasformata interamente nel 1779 su progetto di Gaetano Stegani, che qui fu sepolto. La facciata fu compiuta nel 1894 da Giuseppe Urbani. L'interno è a navata unica, scandito da colonne binate e ornato da ricchissimi stucchi barocchi eseguiti da Antonio Trentanove.

### Chiesa del Suffragio
Fu edificata dall'ordine dei Gesuiti nel 1721, su progetto di Giovan Francesco Buonamici, ed è dedicata a San Francesco Saverio. Ha una facciata incompiuta e un interno a croce latina, a navata unica fiancheggiata da cappelle, ornato da sobrie decorazioni barocche e dipinti di Guido Cagnacci.

### Chiesa di Sant'Agostino
È una delle principali chiese della città. Fu costruita nel 1247 dall'ordine degli Agostiniani in forme di transizione tra il romanico e il gotico ed è dedicata a San Giovanni Evangelista. Fu cattedrale tra il 1789 e il 1809. L'interno, a navata unica, è ornato da fastosi stucchi barocchi di Ferdinando Bibiena e conserva nell'abside e nell'adiacente cappella del campanile un prezioso ciclo di affreschi di scuola riminese del Trecento, inattesa scoperta avvenuta dopo il terremoto nel 1916. Dall'arco trionfale della chiesa proviene il grandioso affresco del Giudizio Universale esposto al Museo della città.

### Chiesa di San Bartolomeo detta di Santa Rita
La Chiesa di San Bartolomeo detta di Santa Rita fu costruita alla fine nel XII secolo e trasformata nel XVI. È dedicata ai santi Bartolomeo e Marino. L'interno, dal tipico impianto ad aula, conserva un organo del veneziano Pietro Callido, un coro intarsiato del 1494 e affreschi di Giorgio Picchi rappresentanti scene della vita di San Marino.

### Chiesa di San Bernardino
La chiesa di San Bernardino fu costruita nel 1759 su progetto di Giovan Francesco Buonamici, di cui è l'ultima opera. Ha una facciata incompiuta, ornata dalle statue di San Bernardino e San Giacomo della Marca, e un interno a navata unica che costituisce un tipico esempio del gusto barocco a Rimini.

### Chiesa di Santa Chiara
Fu costruita nel 1852 sul luogo di una chiesa medievale, a ricordo del miracolo della Madonna della Misericordia, che vi sarebbe avvenuto nel 1850. Ha un interno neoclassico a croce latina e una cupola riccamente affrescata.

### Chiesa di Santa Croce
Costruita nel 1625 dalla Confraternita della Santissima Croce, tra le varie opere d'arte conserva anche sculture di Carlo Sarti e affreschi di Giuseppe Milani.

### Chiesa di San Fortunato
La chiesa sorge vicino alla sommità del colle di Covignano, a circa 4 km dal centro storico della città. Fu costruita nel 1418 come abbazia olivetana, con il titolo di Santa Maria di Scolca, grazie a una donazione di Carlo Malatesta, signore di Rimini. Ha un interno ad un'unica navata, coperto da un soffitto a cassettoni dipinti e affiancato da cappelle laterali. Nell'abside, all'altare maggiore, è posta la mirabile pala d'altare dell'Adorazione dei Magi, opera di Giorgio Vasari, che in ritiro nel vicino convento trascrisse il suo celebre “Le vite de' più eccellenti pittori, scultori italiani e architettori”. La pala era completata da due pannelli laterali con il Corteo dei Magi, oggi in collezione privata.

### Chiesa di San Gaudenzo
La chiesa antica fu costruita nel 1856 e rimase distrutta nei bombardamenti del 1944. Nel nuovo edificio, risalente alla fine degli anni quaranta, sono conservate alcune opere d'arte sopravvissute. 

### Chiesa di San Giovanni Battista
Fu edificata nel XII secolo, ricostruita nel 1625 e rinnovata nel 1772 dall'ordine dei Carmelitani e conserva la sobria facciata barocca a due ordini. L'interno è a un'unica, grande navata fiancheggiata da cappelle laterali, ed è ornato da stucchi di Antonio Trentanove e dipinti di Guido Cagnacci e Cosimo Piazza.

### Chiesa di San Giuliano
La chiesa sorse come abbazia benedettina nell'Alto Medioevo, lungo il tratto iniziale della Via Emilia e fu riedificata tra il 1553 e il 1575 in forme rinascimentali. L'interno, a navata unica con altari laterali, custodisce un polittico di Bittino da Faenza, San Giuliano e fatti della sua vita (1409), una tela di Paolo Veronese, Martirio di San Giuliano e l'arca di San Giuliano, che secondo la tradizione giunse a Rimini per mare dall'isola turca di Marmara, anticamente nota come Proconneso.

### Chiesa di San Nicolò al Porto
Chiesa costruita negli anni cinquanta, ingloba alcuni resti della precedente, di origine almeno trecentesca ma fortemente ricostruita nell'Ottocento, rimasta distrutta durante la seconda guerra mondiale. Al suo interno affreschi trecenteschi di scuola riminese e una reliquia di san Nicola di Bari.

### Chiesa di San Lorenzo a Monte
La pieve di San Lorenzo a Monte, situata sul colle di Covignano a 4  chilometri dal centro storico, è un'antichissima pieve sorta sulle rovine di un antico tempio romano ed esistente già nel V secolo d.C. Era in origine un edificio a tre navate. La chiesa fu ricostruita intorno alla metà del XVIII secolo con un impianto a navata unica, reimpiegando nelle murature elementi romani quali rocchi di colonne e cornici modanate in pietra.

### Chiesa della Madonna della Scala
Piccola chiesa edificata nel 1610 nel Borgo San Giuliano, sul luogo di un presunto miracolo.

### Chiesa di Santa Maria Ausiliatrice
La chiesa di Santa Maria Ausiliatrice, o dei Salesiani, fu edificata tra il 1912 e il 1925 e ampliata nel 1962 con la costruzione di una nuova abside. La facciata, caratterizzata da un paramento a fasce bianche che si alternano alla muratura in laterizio, ha un unico portale strombato a cuspide sovrastato da un rosone, ed è conclusa in sommità da una loggetta cieca sulla quale si innalzano tre guglie. Il campanile ha un alto coronamento a cuspide in rame. L'interno è a tre navate, divise da pilastri compositi con lo stesso paramento a fasce, su cui innestano i costoloni delle volte a crociera. Alle pareti laterali si aprono alte finestre gotiche ornate da vetrate policrome.

### Chiesa di Santa Maria della Colonnella
La chiesa, situata lungo la via Flaminia a circa 1,5 chilometri dal centro storico, fu edificata nel 1510 a ricordo di un miracolo compiuto dalla Vergine nel 1483. Ha un'unica navata affiancata da cappelle e decorata da fregi in cotto a candelabre, di gusto rinascimentale, progettata da Bernardino Guiritti o Gueritti.

### Chiesa di Santa Maria delle Grazie
La chiesa sorge sul colle di Covignano, a circa 3 chilometri  dal centro storico, alla sommità di una Via Crucis ombreggiata da tigli e cipressi. Fu costruita intorno al 1391 e trasformata tra il XVI e il XVII secolo con la costruzione della facciata e del portico antistante. Ha un singolare impianto a due navate, una delle quali coperta da un soffitto a carena del XV secolo, e custodisce all'altare maggiore uno stendardo processionale raffigurante l'Annunciazione, opera di Ottaviano Nelli.

### Chiesa di Sant'Andrea dell'Ausa
La chiesa di Sant'Andrea dell'Ausa è una piccola chiesa sconsacrata, superstite fra gli edifici religiosi del XIII secolo.

## Tempietti

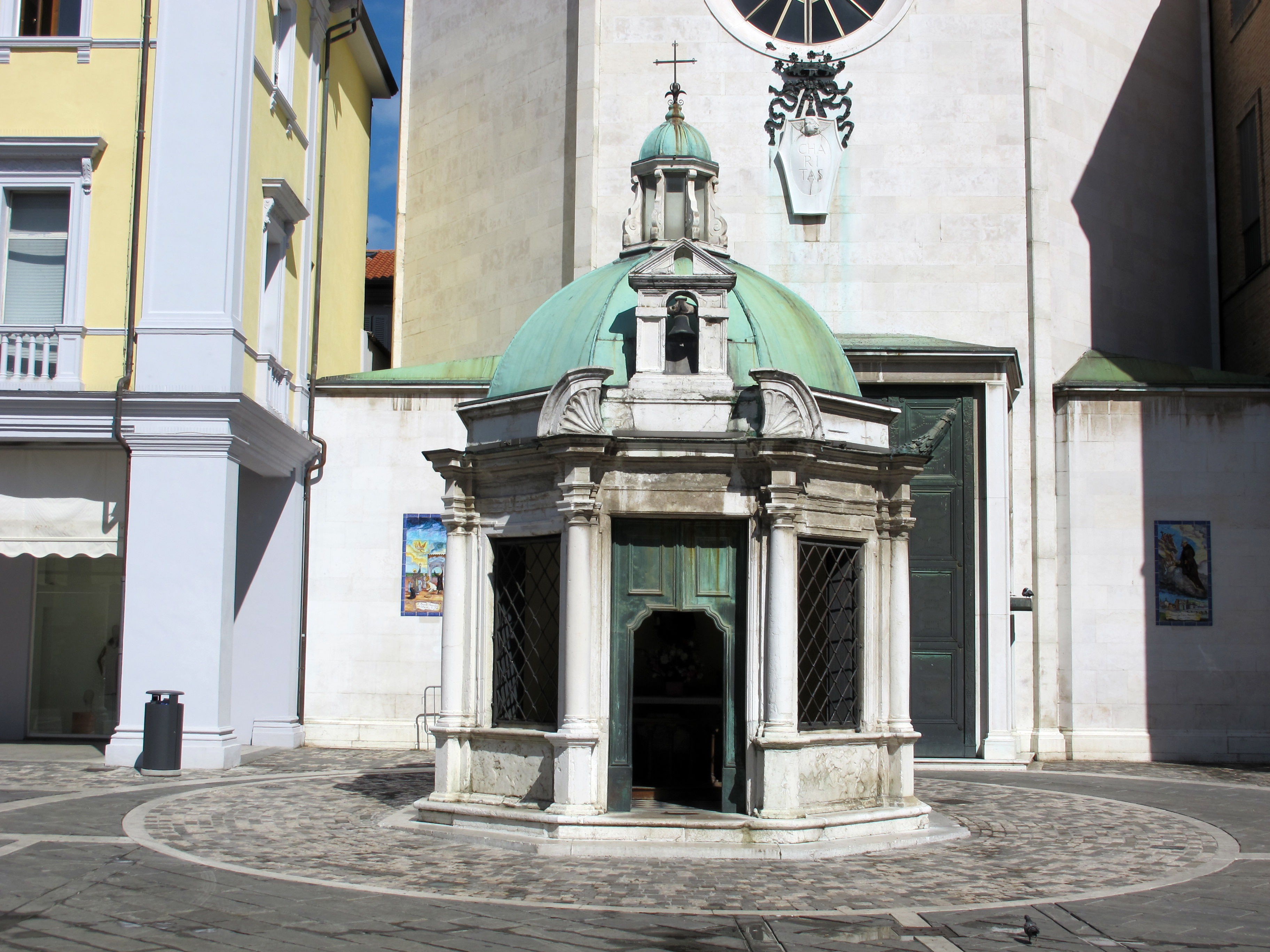
Il Tempietto di Sant'Antonio da Padova

### Tempietto di Sant'Antonio da Padova
È un piccolo tempietto di scuola bramantesca, a pianta ottagonale, coronato da una cupola con baldacchino. Fu costruito nel 1518 a ricordo del “miracolo della mula” qui compiuto da Sant'Antonio e fu ricostruito dopo le distruzioni subite nel terremoto del 1672.

## Campanili

### Campanile di Santa Colomba
Il campanile, di forme romaniche, è tutto ciò che resta dell'antichissima cattedrale di S. Colomba, edificio a pianta basilicale risalente all'alto medioevo e distrutta nel 1815. Conserva al piano superiore eleganti polifore gotiche.